# 章霈迎
章霈迎（英文名：Kenix Cheang，本名張珮瑩，4月10日—），香港曲詞編監音樂創作人和歌手。

## 入行經過
Kenix Cheang 生於音樂世家，其祖父為作曲人，而其父母均是古典歌唱家。基於家庭背景，自小學習彈奏鋼琴、各種樂器及寫作歌曲。她在機緣巧合下成為商場歌手，並因此而被經理人發掘，成為歌手。

## 曾出版歌曲
2005年
- 容祖兒：《日安憂鬱》 (作曲)
- Cream：《氫氣球》（作曲+編曲）

2006年
- Cream：《幫哥哥找女友》（作曲+編曲）
- 王祖藍：《爆龍戰隊》（編曲）
- 周麗淇：《傻笑最好》（作曲）
- 胡杏兒：《幸而》（編曲）
- 容祖兒：《最後的茱麗葉》（作曲+編曲）
- 容祖兒：《搖搖搖》（作曲+編曲）
- 鍾嘉欣：《發誓》（編曲）
- 佘詩曼：《蝶變》（編曲）
- 佘詩曼：《禁戀》（編曲）

2007年
- 王友良：《不再同哭》（編曲）
- 吳卓羲、馬浚偉：《突圍》（編曲）
- 林　峯：《原罪》（作曲+編曲+Kenix、Rocky Lee填詞）
- 洪卓立：《苦行僧（Night Mix）》（編曲）
- 洪卓立：《Single X'mas》（作曲+編曲+Kenix、陳歷恆填詞）
- 許志安：《空前絕後》（編曲）

2008年
- 文恩澄：《娛人娛己》（編曲）
- 杜浚斌@《新香蕉俱樂部》：《扮傻》（作曲+編曲）
- 林　峯：《夏雪》（編曲）
- 泳　兒：《如果碰到你的臉》（作曲+編曲）
- 洪卓立：《我的獨立時代》（編曲）
- 洪卓立：《男孩看見野玫瑰》（廣東、國語）（作曲+編曲）
- 洪卓立：《憑甚麼愛你》（作曲+編曲）
- 馬浚偉、楊　怡：《愛怎麼說》（編曲）
- 馬德鐘、佘詩曼：《陪你哭也只得我》（編曲）
- 梁漢文：《遺留》（編曲）
- 扈佳榮：《越問越傷心》（作曲+編曲）
- 陳偉霆：《Lie》（作曲+編曲+Japanese Rap）
- 盧巧音：《不能觸碰的雨》（作曲+編曲+監製）

2009年
- BBR featuring 曾志偉：《撐撐堂 - Add oil》（Kenix、Rocky Lee填詞）
- Eternity Girls：《You Are The One》（作曲+編曲）
- 羽　翹：《吸血新世紀》（作曲+編曲+監製）
- 周子揚：《我的都市沒有你的詩》（編曲）
- 泳　兒：《白紙》（作曲+編曲）
- 容祖兒：《花城》（作曲+填詞+編曲) (Kenix、程啟填詞）
- 梁漢文：《安魂戰曲》（作曲+編曲+監製）
- 陳柏宇：《我們的門牌》（作曲+編曲）
- 鄧麗欣：《命運之鑰》（作曲+填詞+編曲+監製）（Kenix、Rocky Lee、樂亦文填詞）

2010年
- 李逸朗：《快》（編曲+監製）
- 洪卓立：《好友》（作曲+編曲）
- 孫耀威：《如果生命還有歌》（編曲）
- 陳偉霆：《大峽谷》（作曲+編曲）
- 陳偉霆：《尾巴》（作曲+編曲）
- 周柏豪：《走狗》（作曲+編曲）

2011年
- 陳奕迅：《苦瓜》（作曲+編曲）
- 羽　翹：《銅情深》（編曲+監製）
- 陳偉霆：《我不夠好》（作曲+編曲）
- Gin Lee：《十年如當日》（作曲+編曲）

2012年
- 李悅彤、崔沛揚：《幸福頭像》（作曲+編曲）
- 劉浩龍：《髒話阿七》（作曲）
- Gin Lee：《今天終於一人回家》（編曲）
- 林欣彤：《獅子山下遇上》（作曲+填詞+編曲）（Kenix、Aouda Leung填詞）
- 鄭　融：《失蹤人口》（作曲+編曲）
- 孫耀威：《從此我的世界多了一秒》（編曲）
- 林　峯：《I'm Okay》（作曲+編曲）
- 李克勤：《珍寶珠》（作曲+編曲）
- 關心妍：《白費》（作曲+填詞+編曲）（Kenix、Rocky Lee填詞）
- 雨　僑： 《女王的演講》 （編曲+監製）
- 曾國琿：《細路哥》（作曲+編曲）

2013年
- 鄭　融：《非凡人生》（作曲+編曲）
- 鄭秀文：《朝聖》（作曲+填詞+編曲）(Kenix、陳詠謙填詞）
- 李克勤：《如果這是情》（編曲）
- 李克勤：《請你不要難過》（作曲+編曲）
- 容祖兒：《我杯茶》（編曲）
- 官恩娜：《你都不懂》（作曲+編曲）
- 周柏豪：《雙人床的空位》（作曲+編曲）
- 洪卓立、鍾舒漫：《唯獨你教我可想像未來》（編曲）

2014年
- 雨僑、王宗堯：《埋頭苦愛》（作曲+填詞+編曲）(Kenix、陳浩賢填詞）
- 雨僑：《重投苦愛》（作曲+填詞+編曲）(Kenix、陳浩賢填詞）
- 連詩雅：《只要和你在一起》（作曲+編曲）
- 連詩雅：《Come On》（作曲+編曲）
- 洪卓立：《獨活》（作曲+編曲）
- 洪卓立：《渴睡症》（作曲+編曲）
- 鄭秀文：《Bang Bang Bang》（作曲+編曲+監製）
- 陳志嘉：《My Love Is You》（作曲+編曲）
- 薛凱琪：《偷偷一秒》（編曲）
- 許志安：《生於第八日》（作曲+編曲）
- 周慧敏：《肋骨》（作曲+編曲）

2015年
- 張敬軒、泳　兒、洪卓立、鍾舒漫、羅力威、鍾舒祺：《就手軒羊咩咩咩》（編曲）
- 英皇群星：《和華麗有約》、《和華麗有約（國語）》（作曲+編曲）
- 洪卓立：《鐵鑄之契》（作曲+編曲）
- 陳偉霆：《好想抱著你》（作曲+填詞+編曲）（Kenix、Vi Pang、Raenix Leung作曲；周耀輝、Kenix填詞）
- Super Girls：《有沒有我?》（作曲+編曲）

2016年
- 鄭秀文：《衝過去（Powerful Mix）》（編曲）
- 鄧養天：《無藥可救》（作曲+編曲）
- 馮允謙：《後知後覺》（編曲）
- 陳凱彤：《出手》（作曲+編曲）
- 林峯：《我不再相信》（作曲+填詞+編曲）（編曲；Kenix、Suyin Goan作曲；Kenix、陳立志、Suyin Goan填詞）
- 張智霖、吳業坤：《兵兵》（作曲+編曲）（Kenix、舒文作曲）

2017年
- 古巨基：《小明星》（編曲）
- 古巨基：《只同渡過》（編曲）
- 周柏豪 Feat. 衛蘭：《近在千里》（作曲+英文詞+編曲）
- 洪卓立：《帶著骨灰去旅行》（作曲+編曲+監製）（Kenix、舒文監製）
- 若　琪：《世人笑我太瘋癲》（作曲+編曲+監製）
- 衛　蘭：《差半步》（作曲+編曲）
- Super Girls：《女僕》（作曲+編曲+監製）（舒文、Kenix監製）
- 吳業坤：《孝順》（作曲+編曲+監製）（Kenix、舒文監製）
- 馬天佑 Feat. 盧巧音：《紅線》（編曲）
- 周柏豪：《上下綫》（作曲+編曲）

2018年
- 劉浩龍：《Feel So Right》（作曲+英文詞+編曲+監製）（Kenix、舒文監製）
- ReVe：《Stay With Me》（作曲+英文詞+編曲+監製）（Kenix、Jovin Lee作曲；Kenix、舒文監製）
- 吳雨霏：《愛徹底》（作曲+編曲）
- 麥家瑜：《終生女友》（作曲+編曲）
- 鄭秀文 Feat. Jackson Wang：《Creo En Mi》（編曲）
- 鄧思朗：《狂迷》（作曲+編曲）（Kenix、Jovin Lee作曲）
- 田蕊妮：《半段路》（作曲+編曲）（Kenix、Kin Wong作曲）

2019年
- 趙慧珊：《你在聽嗎？》（作曲+填詞+編曲+監製）（Kenix、趙慧珊填詞）
- 田蕊妮：《最親》（作曲+編曲）（馮允謙、Kenix作曲）
- 洪卓立：《數寄屋橋次郎》（作曲+編曲+監製）（舒文、Kenix監製）
- 王若琪：《重圓》（編曲+監製）
- 梁詠琪：《再見灰姑娘》（作曲+編曲）
- 鄧思朗：《請好好保重》（作曲+編曲）
- 阿鳴：《真相是真》（作曲+編曲）
- 阿鳴：《真相是假》（作曲+編曲）

2020年
- 李宓_(台灣藝人)：《愛不凋零》（作曲+填詞）
- 楊思琦：《仲夏陽光》（編曲）
- 謝安琪：《三生一吻》（作曲+編曲）

2021年
- 容祖兒：《煙花紀》（作曲+編曲）（Kenix、舒文作曲；Kenix、Ted Lo編曲）
- 陳詩慧：《I Gotta Go》（編曲）

2022年
- Kerryta周子涵：《#RBF》（作曲）（Kenix、Kin Wong作曲）
- 李佳薇：《飆》（作曲，編曲，監製）（Kenix、Kin Wong, Leo Wong作曲，Kenix, Terrence Teo編曲）
- 李佳薇：《無害》（作曲，編曲，監製）
- 湯寶如：《念念》（作曲，編曲）（Kenix、Kin Wong, Raenix Leung, 梁秉仁作曲）

2023年
- 楊丞琳：《我要你有我》（作曲）（Kenix、朱婧汐、華承妍、艾琳 作曲）

## 曾參與製作
- 2001 《性本善》 配樂製作
- TVB 電視劇《鳳凰四重奏》配樂製作
- TVB 電視劇《師奶兵團》配樂製作
- 香港電台青春劇《漂流吧!涌口健二!》配樂製作
- 無綫娛樂新聞台《范後感》即場音樂及古怪音樂效果
- 香港電台 六個台 倒數奧運的所有節目主題曲
- 新城知訊台 由范振鋒主持《生活好國度》主題曲
- 商業電台第二台 903 叱吒樂壇 節目背景音樂
- 《夢之樂章》主題曲（作曲+編曲+監製）

## 個人作品
- 《臨時替身》（收錄於《自作自樂II Demo ProjectII》，主唱+作曲+編曲+監製）
- 《作反》（主唱+作曲+編曲+Kenix、Rocky Lee填詞）
- 《水泡》（主唱+作曲+編曲）（第十九屆CASH流行曲創作大賽參賽歌曲）
- 《刻骨銘記》（主唱+作曲+編曲+Kenix、Rocky Lee填詞+Kenix、舒文監製）
- Luna Online 夢之路娜 香港區主題曲《粉紅祭》（主唱+作曲+編曲+監製）

## 曾獲獎項
- 2007年《第十九屆CASH流行曲創作大賽》最佳歌曲亞軍（作曲+編曲+演繹）
- 2007年《第十九屆CASH流行曲創作大賽》網上最受歡迎歌曲（作曲+編曲+演繹）
- 《9＋2音樂先鋒榜》2007年度（港台）先鋒新人
- 2008年 新城勁爆原創歌曲 《憑甚麼愛你》 洪卓立（作曲+編曲）
- 2011 新城勁爆年度歌曲大獎《苦瓜》 陳奕迅（作曲+編曲）
- 2013年度YAHOO!搜尋人氣大獎 - 人氣歌曲《非凡人生》（作曲+編曲）
- 叱咤樂壇流行榜頒獎典禮2013 - 專業推介 叱咤十大 第十位《非凡人生》（作曲+編曲）
- 叱咤樂壇流行榜頒獎典禮2013 - WeChat Chit Chat 樂壇最熱選歌曲《非凡人生》（作曲+編曲）
- 2013年度勁歌金曲頒獎典禮 - 二十大勁歌金曲《非凡人生》（作曲+編曲）
- 2014年度新城勁爆歌曲《獨活》 洪卓立（作曲+編曲）
- 2014年度新城勁爆合唱歌曲《埋頭苦愛》雨僑/王宗堯（作曲+編曲）
- 2014年度新城勁爆卡拉OK歌曲《獨活》 洪卓立（作曲+編曲）
- 2014年度新城勁爆新媒體歌曲（金獎）《只要和你在一起》連詩雅（作曲+編曲）
- 第三十七屆十大中文金曲《只要和你在一起》連詩雅（作曲+編曲）
- 2017年度YAHOO!搜尋人氣大獎 - 人氣歌曲《帶著骨灰去旅行》（作曲+編曲+監製）
- 第四十一屆十大中文金曲《孝順》吳業坤（作曲+編曲+監製）